# Babylon (álbum de Skindred)
Babylon es el primer álbum de estudio de la banda de heavy metal galesa Skindred. Tras la desolución de la banda Dub War, algunos de sus antiguos miembros como el líder Benji Webbe, firmaron un contrato discográfico con RCA Records en el año 2002. El álbum fue lanzado el 3 de julio del año 2003, aunque la banda sentía que el sello no los trataba bien, por lo que lo abandonaron en el año 2004. Así, firmaron un nuevo contrato con la discográfica con Bieler Bros. Records, gracias a la que relanzaron el álbum a nivel internacional en asociación con Lava Records. La lista de canciones de ambas versiones varía considerablemente.
La promoción del álbum incluyó una gira dirigida por el grupo musical Korn y dos sencillos promocionales: "Nobody" y "Pressure", los cuales contaron con videos musicales. Babylon ha recibido buenos comentarios por la crítica, gracias a su fusión de metal alternativo y reggae. En el año 2004, el álbum alcanzó el puesto número uno en la lista de álbumes de reggae de la revista Billboard, el número cinco en la lista Top Heatseekers y el número 189 en el Billboard 200. En el año 2006, el álbum regresó al primer puesto de la lista de álbumes de reggae.

## Historia
El cantante Benji Webbe formó la banda Skindred en 1998 junto al bajista Daniel Pugsley, el guitarrista Jeff Rose y el baterista Martyn "Ginge" Ford. Webbe no había logrado formar un proyecto nuevo con otros miembros de su antigua banda, Dub War.
Babylon contó con la producción de Howard Benson y fue lanzado por primera vez en 2002 bajo la casa discográfica RCA Records, y luego fue reeditado al año siguiente con una lista de canciones modificada. El álbum logró un éxito moderado tanto en Europa como en Estados Unidos, entre los seguidores del heavy metal en la escena musical underground.
Los miembros Martyn "Ginge" Ford y Jeff Rose dejaron la banda tras el lanzamiento del álbum, alegando un trato deficiente por parte de la compañía RCA. Eventualmente, la banda abandonó RCA y al año siguiente firmó con Bieler Bros. Records, con la que lanzó el álbum de manera internacional en asociación con Lava Records. Esta versión presentaba otras ilustraciones y descartaba las canciones "Falling Down", "Kiss and Make Up" y "Together". También incluía nuevos interludios con la participación de los músicos de dancehall Jatoman Busha y Herbius Darussalam, además de cuatro canciones nuevas: "Start First", "We Want", "Tears" y "The Beginning of Sorrows".

## Música
Babylon presenta un estilo que la banda define como "Ragga metal", con influencias de heavy metal, punk rock y reggae. Benji Webbe se ha referido al estilo musical de la banda como "nu-reggae", en referencia al término nu metal.
En su reseña del álbum, el crítico de Allmusic Johnny Loftus escribió que Babylon aportó una nueva ventaja al "apático mundo" del rap rock y añade que "Emergiendo de las cenizas de Dub War, Benji Webbe y compañía evitan el fetiche de esa banda por cambiar sonidos libremente y están más enfocados en ataques ragga-rap-metal. No es una simple copia del modelo del metal que habían hecho el año pasado para hacer dinero. No, la poca repetición que encontramos toma influencia del dancehall, el arpa y pláticas encima de un continuo ritmo".
El crítico de IGN, Justin Falzon, compara a Webbe con "una malla flexible entre Jonathan Davis y Beenie Man", y añade que "comparar su dominio vocal aparente con uno o ambos artistas es casi imposible. Grita, gime, gruñe, rueda y salta por todo el registro por voluntad propia; es una totalmente una actuación virtuosa y asombrosa. Desafortunadamente, la música, un poco menos funk que 311, un poco más punk que Limp Bizkit y mucho más reggae que ambos; no logra seguir el ritmo del apocalipsis vocal de Webbe".

## Lanzamiento
Skindred promocionó el álbum con una gira junto a Breaking Benjamin, Chevelle e Instruction. La gira estuvo dirigida por Korn.
La banda actuó además en Late Night with Conan O'Brien. El primer sencillo del álbum, "Nobody", fue lanzado el 3 de octubre de 2005. Se lanzó una segunda edición del sencillo ese mismo día, que incluía una remezcla de la canción. También se rodó un video musical que tuvo una sólida rotación en Fuse TV y MTV2.
El segundo sencillo, "Pressure", fue lanzado en formato de 7" el 6 de febrero de 2006. Incluía la versión del álbum y el remix "Happy Roses Baggy" de la canción "World Domination". También contó con un lanzamiento en formato de CD sencillo, que viene con la versión del álbum, el remix "Drum N Bass Fix Pressure" y la canción inédita "Rude Boy 4 Life", además de la función Enhanced CD con el video musical de la canción.
En Estados Unidos, el álbum alcanzó el primer puesto en la lista Billboard Top Reggae Albums, el quinto puesto en la lista Top Heatseekers y el puesto 189 en el Billboard 200. "Nobody" alcanzó el puesto #14 en Mainstream Rock Tracks y el puesto #23 en la lista Modern Rock Tracks en 2004.
Al año siguiente, "Pressure" alcanzó el puesto #30 en la lista Hot Mainstream Rock Tracks.
El álbum a ocupar la primera posición del Top Reggae Albums en el año 2006.

## Recepción
El álbum recibió comentarios positivos por parte de la crítica. En Allmusic, el crítico Johnny Loftus escribió que "Skindred, sin querer, no quiere pertenecer a la etiqueta de reinvención y simplemente saca provecho de la misma falta de pretensión que impulsó Korn y Vivid de Living Color, ambos álbumes visionarios gracias a una completa honestidad tanto en entrega como en destreza. (...) [Babylon es un álbum] altamente recomendado para fanáticos de saltos de género inteligentes como Soulfly y System of a Down; o para cualquier amante de la música metal que desee una contundente potencia de fuego que no haya sucumbido ante el yunque de la asimilación corporativa".
El crítico de IGN, Justin Falzon, calificó el álbum como "un excelente intento por innovar el metal convencional contemporáneo" y escribió que "sin duda puede ser errático, aunque también es fascinante y difícil de ignorar" y concluye que "Skindred logra situarse fuera de las convenciones de un cortador de galletas y logra algo casi novedoso durante el proceso".
El crítico de Audio Video Revolution, Paul Lingas, escribió que "la mayoría de las canciones son un poco cortas, pero varias de ellas se mezclan entre sí y acaban sonando como ruido [...] Skindred se planta en el mapa de manera firme con este álbum debut".
El crítico de TuneLab, Jay, describió a Babylon como "música de fiestas en la playa para los metaleros ", mientras el crítico de Eagle Eye Edward Savoy, llamó a Skindred "el sueño de los fans del rock pesado más ilustrados musicalmente".

## Lista de canciones
Se lanzaron tres ediciones de Babylon, cada una con una lista de canciones diferente.

| N.º | Título                                                       | Duración |  |
| 1.  | «Set It Off»                                                 | 3:03     |  |
| 2.  | «Kiss and Make Up»                                           | 3:43     |  |
| 3.  | «Pressure»                                                   | 3:22     |  |
| 4.  | «Sicker»                                                     | 4:00     |  |
| 5.  | «Selector»                                                   | 2:23     |  |
| 6.  | «Babylon»                                                    | 3:34     |  |
| 7.  | «The Fear» (contains elements sampled from "London Calling") | 3:46     |  |
| 8.  | «Bruises»                                                    | 2:42     |  |
| 9.  | «Together»                                                   | 3:31     |  |
| 10. | «World Domination»                                           | 2:24     |  |
| 11. | «Nobody - "Vampire Killa»                                    | 8:18     |  |

- "Vampire Killa" es una canción oculta.

| 2003 edition. |                                                              |          |  |
| N.º           | Título                                                       | Duración |  |
| 1.            | «Set It Off»                                                 | 3:03     |  |
| 2.            | «Nobody»                                                     | 3:56     |  |
| 3.            | «Babylon»                                                    | 3:34     |  |
| 4.            | «Selector»                                                   | 2:23     |  |
| 5.            | «Firing the Love»                                            | 3:37     |  |
| 6.            | «Pressure»                                                   | 3:31     |  |
| 7.            | «Bruises»                                                    | 2:42     |  |
| 8.            | «The Fear» (contains elements sampled from "London Calling") | 3:46     |  |
| 9.            | «Falling Down»                                               | 3:12     |  |
| 10.           | «Kiss and Make Up»                                           | 3:43     |  |
| 11.           | «World Domination»                                           | 2:24     |  |
| 12.           | «Together» (contains the hidden track "Brainkiller".)        | 7:44     |  |

| 2004 edition. |                                                                                          |                       |          |  |
| N.º           | Título                                                                                   | Producer              | Duración |  |
| 1.            | «Intro»                                                                                  | Jason Bieler Skindred | 0:28     |  |
| 2.            | «Nobody»                                                                                 | Howard Benson         | 3:56     |  |
| 3.            | «Pressure»                                                                               | Howard Benson         | 3:31     |  |
| 4.            | «Start First»                                                                            | Jason Bieler Skindred | 2:49     |  |
| 5.            | «Interlude 1» (featuring Herbius Darussalam)                                             | Jason Bieler Skindred | 0:16     |  |
| 6.            | «Selector»                                                                               | Howard Benson         | 2:23     |  |
| 7.            | «Bruises»                                                                                | Howard Benson         | 2:42     |  |
| 8.            | «We Want»                                                                                | Jason Bieler Skindred | 3:01     |  |
| 9.            | «Interlude 2» (featuring Jatoman Busha)                                                  | Jason Bieler Skindred | 0:28     |  |
| 10.           | «Set It Off»                                                                             | Howard Benson         | 3:03     |  |
| 11.           | «Firing the Love»                                                                        | Howard Benson         | 3:37     |  |
| 12.           | «Tears»                                                                                  | Jason Bieler Skindred | 3:00     |  |
| 13.           | «World Domination»                                                                       | Howard Benson         | 2:24     |  |
| 14.           | «The Fear» (contains elements sampled from "London Calling")                             | Howard Benson         | 3:46     |  |
| 15.           | «Interlude 3»                                                                            | Jason Bieler Skindred | 0:26     |  |
| 16.           | «Babylon»                                                                                | Howard Benson         | 3:34     |  |
| 17.           | «The Beginning of Sorrows» (an acoustic version of "Pressure" appears as a hidden track) | Jason Bieler Skindred | 11:06    |  |

## Equipo de producción
Información extraída de Allmusic.

### Músicos
- Benji Webbe - voz
- Daniel Pugsley: bajo
- Mikey Demus - guitarra
- Jeff Rose - guitarra
- Martyn Ford - batería

### Equipo adicional
- Brandon Abeln - asistente
- Howard Benson - teclados, productor
- Aaron Bieler — A&R
- Jason Bieler - productor, mezcla, A&R
- Christina Dittmar - dirección de arte
- Martyn Ford - edición digital
- Mike Fuller - masterización
- Gersh - técnico de batería
- Andrew Goldman - ingeniero, mezcla
- David Holdrege — pro-herramientas
- Ted Jensen - masterización
- Andrew Karp — A&R
- Por Kviman — A&R
- Jason Lader - edición digital
- Eric Miller — ingeniero, edición digital
- Martie Muhoberac — coordinación de producción
- Keith Nelson - técnico de guitarra
- Johnny O. — edición digital
- Mark Obriski — diseño
- Mike Plotnikoff — ingeniero, edición digital
- F. Scott Schafer — fotografía
- Rick "Soldado" Will - mezclas